# José Comellas
José Comellas (n. España; 1902 - f. Buenos Aires, Argentina; 12 de abril de 1970) fue un actor de reparto y actor de doblaje español que hizo su carrera en Argentina.

## Carrera
Antiguo galán de nacionalidad española residió un tiempo en Hollywood, donde filmó y fue director de doblajes. Comellas fue un prolífico actor cinematográfico que tuvo varios roles secundarios tanto en teatro como en la pantalla chica. Se lució en unos 25 filmes junto a destacadas figuras de la escena nacional como Hugo del Carril, Lolita Torres, Tito Lusiardo, Isabel Pradas, Francisco Álvarez, Ethel Rojo, Beba Bidart, Ignacio Quirós, Los Cinco Grandes del Buen Humor, entre otros.
Además de mostrar sus dotes actorales, Comellas, fue un importante doblador de varios filmes como fue  La Quintrala, doña Catalina de los Ríos y Lisperguer de 1955, donde dobló al actor español Antonio Vilar, lo que ocasionó una objeción por parte de la Asociación Argentina de Actores en aquel momento.
Falleció el domingo 12 de abril de 1970, y sus restos fueron inhumados el 13 de abril en el Panteón de la Asociación Argentina de Actores del Cementerio de la Chacarita.

## Filmografía
- 1941: Una novia en apuros
- 1944: El muerto falta a la cita
- 1948: María de los Ángeles
- 1948: Romance sin palabras
- 1948: Recuerdos de un ángel
- 1948: Dios se lo pague
- 1949: Yo no elegí mi vida
- 1949: La otra y yo
- 1949: Nace la libertad
- 1949: Don Juan Tenorio
- 1950: Don Fulgencio (El hombre que no tuvo infancia)
- 1950: La barra de la esquina
- 1951: Cuidado con las mujeres
- 1952: Vigilantes y ladrones
- 1952: Los sobrinos del zorro
- 1952: La patrulla chiflada
- 1952: Marido de ocasión
- 1953: La pasión desnuda
- 1953: La mejor del colegio
- 1954: Su seguro servidor
- 1955: La Quintrala, doña Catalina de los Ríos y Lisperguer
- 1955: Un novio para Laura
- 1956: El satélite chiflado
- 1958: Sección desaparecidos
- 1959: Del cuplé al tango
- 1960: De los Apeninos a los Andes
- 1961: Asalto en la ciudad
- 1963: El comprador de Horas
- 1964: Ritmo nuevo, vieja ola
- 1969: Kuma Ching[4]

## Televisión
- 1959: Amores cruzados
- 1963: ¡Qué familia![5]

## Teatro
En teatro se lució en especial en Una cándida paloma de 1945.
En 1958 hizo Indiscreta , de Norman Krasna y en el Teatro Empire, encabezada por Malvina Pastorino y Luis Sandrini, junto con Armando Leopardo, Duilio Marzio,  María Luz Rega y Micaela Michelle.